# Medow (Goldberg)
Das Dorf Medow ist ein Ortsteil der Stadt Goldberg im Amt Goldberg-Mildenitz im Landkreis Ludwigslust-Parchim in Mecklenburg-Vorpommern.

## Geografie und Verkehr
Medow wird durch die Landstraße 17 von Goldberg nach Lübz durchquert. Beim Chausseebau 1862 hatte man die Landstraße um das Gut herumgeführt, doch zu DDR-Zeiten wurde zur Begradigung die Landstraße einfach durch den Gutshof gebaut. Östlich des Ortes befindet sich hinter dem großen und kleinen Medower See mit dem Weinberg die höchste Erhebung. Westlich bilden zwischen dem Lahmannsmoor der Eckernkamp und das Medower Herrenholz die Grenze zu Langenhagen und Hof Hagen. Nördlich des Dorfes befindet sich der Rummelsberg, der nicht identisch mit dem zwischen Medow und Goldberg liegende Ort Rummelsberg ist. Weiter östlich zum großen Medower See sind die Lütt und Grot Swienägel, ein sumpfiges Wiesenland.

## Geschichte
Der Name stammt vermutlich aus dem Slawischen und wird als „Ort, an dem es Honig gibt“, gedeutet. Eine weitere Deutung bezieht sich auf den kleinen und großen Medower See.
Medow wurde erstmals am 27. September 1310 urkundlich erwähnt. Am 13. Dezember 1310 hatte der Ritter Nicolaus von Brüsewitz mit Zustimmung seiner Frau sein Gut Medow für 2185 wendische Mark und die Mühle zu Diestelow für 200 Mark slawische Pfennige an das Kloster Neuenkamp verkauft. Schon 1334 soll in Medow ein Kirchhof eingerichtet worden sein. Wo und wie lange sich der Kirchhof dort befunden haben soll, ist nicht bekannt.
Die Fürsten Nikolaus I. und Johann I. der Herrschaft Werle verliehen dem Kloster Neuenkamp bei Franzburg das Eigentum des Dorfes Medow, welches das Kloster vom Ritter von Brüsewitz gekauft hatte. Am 13. Juli 1374 erwarb das Kloster noch den großen und kleinen Medower See mit verschiedenen Gerechtigkeiten. Zeuge war Ritter Johann von Grabow als Sekretär des Fürsten Johann von Werle. Dieser hatte die Abtretung der landesherrlichen Rechte an Bede, Schatzungen, Hundkorn, Diensten und Gericht im Dorf Medow mit den dazugehörigen Seen vorgenommen. Als das Kloster Neuenkamp 1455 seine Besitzungen in und um Goldberg für 1300 Rheinische Gulden an die mecklenburgischen Herzöge verkaufte, kam auch Medow zu den Landesherren.
Vor dem Dreißigjährigen Krieg sollen in Medow zehn Bauern und drei Kossaten als Kleinbauern mit geringem Landanteil ansässig gewesen sein. Während des Krieges war der Ort verlassen und nach dem Kirchenvisitationsprotokoll von 1649 sogar wüst gewesen sein. Die Ländereien wurden später von Auswärtigen bearbeitet. Danach als Bauhof und Domäne genutzt, übernahm ab 1751 der Beamte Julius Buchholtz die Verwaltung des herzoglichen Hof Medow. Nach dem Beichtkinderverzeichnis von 24. Mai 1751 waren neben dem Verwalter Buchholtz noch der Schäfer Hamdorff, der Kuhhirte Meincke und der Häcker Schabbel sowie einigen Einlieger mit ihren Familien in Medow.
1757 hatte man im Medower Holz eine Ziegelei eingerichtet. Sie wurde von den Gutspächtern Döhn und Steffen genutzt und war bis 1860 in Betrieb.
Während der Befreiungskriege lagerten am 2. November 1806 die preußischen Truppen auf dem Medower Rummelsberg mit 46 Offizieren, 49 Bedienten, 1411 Gemeine und 965 Pferden. Am 4., 14. und 15. November 1806 quartierten sich dann die Franzosen mit 60 Offizieren, 1900 Gemeinen und 616 Pferden in Medow ein. Zur Verhinderung von Plünderungen wurden den Franzosen aus der Goldberger Kämmereikasse 100 Thaler gezahlt, doch Plünderungen blieben nicht aus.
Am 1. Juli 1950 wurde Medow in die Stadt Goldberg eingegliedert.

### Dorf, Gutsanlage
1843 war in Medow ein Gutshof mit Schafzucht. Der Ort hatte 119 Einwohner und eine Ziegelei. 1849 gab es vom Kutscher Tackmann zu Medow eine Beschwerde gegen die Großherzogliche Kammer wegen in bezug auf den seiner Frau eigentümlich gehörigen Katen und die ihn dieserhalb zustehenden Einkünfte.
Nach der Volkszählung 1876 waren es 127 Einwohner. Wegen einer Schlägerei mit italienischen Maurern wurden 1901 der Vorschnitter und vier Rübenarbeiter verhaftet. 1903 hatte das Gut eine Größe von 520 Hektar. Im Chausseehaus befand sich auch eine Schankwirtschaft.
Pächter des Gutes waren 1790 Amtmann Wüsthof, 1813 Friedrich Döhn und seine Erben, 1831 Friedrich Steffen und Nachkommen, 1894 Carl Möring, 1902 Wilhelm Schneider, 1906 Friedrich Boeckmann, 1913 Heinrich Trost und 1928 bis 1945 I. C. Böbs.
Das Gut wurde 1945 im Zuge der Bodenreform an Neusiedler verteilt.
Pächter I. C. Böbs musste 1935 Medow verlassen, weil er in einer Gerichtsverhandlung gegen den späteren NSDAP-Gauleiter Hildebrandt ausgesagt hatte. Ab 1934 begann die Aufteilung der Domäne Medow und die Bildung von sechs Siedlungen und einem Resthof von 70 Hektar. Die Stadt Goldberg erwarb bis 1939 für den Neubau der Siedlung Rummelsburg 228 Hektar Land. Die ehemaligen Gutskaten wurden bei der Aufsiedlung für je zwei Familien ausgebaut und durch Stall und Scheune ergänzt. Von den ehemaligen Wirtschaftsgebäuden stehen noch vier, die aus zwei Ställen zu Wohnungen umgebaut wurden. Die übrigen Gebäude wurden abgerissen.
Das Pächterhaus steht an der nordöstlichen Seite des ehemaligen Wirtschaftshofes, der heutigen Durchgangsstraße. Das verputzte Gebäude mit einem Krüppelwalmdach entstand Anfang des 18. Jahrhunderts aus einem Fachwerkbau. Die beiden Längsseiten des zehnachsigen Gebäudes wurden durch zweiachsige Risalite gegliedert. Auf der Hofseite wurde eine Veranda mit einem Flachdach vorgebaut.
Rübenbahn: 1898 beschlossen die Gutsbesitzer und Domänenpächter an der Landstraße 17 von Goldberg nach Lübz den Bau der Feldbahnstrecke mit Pferdebetrieb von Medow bis zur Zuckerfabrik in Lübz. Der 60 Zentimeter breite Schienenweg der Rübenbahn wurde 1898 in Betrieb genommen. Schon am 15. November 1898 kam es zum ersten Unglücksfall, bei der ein Arbeiter schwer verletzt wurde.
Sonderheit: Das Gut hatten seit 1831 die Familie Steffens gepachtet. Den alten Steffen soll man eines Morgens tot mit umgedrehten Genick im Schafstall gefunden haben. Einer Sage nach soll er danach jeden Morgen zwischen zwei und drei Uhr seine Feldkaveln abgeritten sein, um die Leute beim Holzstehlen zu hindern. Seine Feldmark grenzte an den Swienägel-Wald, der in der Vergangenheit zur Schweinehaltung genutzt wurde. Wenn die Leute ihn reiten sahen, ließen sie die Holzdieberei seien und verschwanden.

### Gedruckte Quellen
- Mecklenburgisches Urkundenbuch (MUB)

### Ungedruckte Quellen
- Landeshauptarchiv Schwerin (LHAS)
  - LHAS 5.12-3/1 Mecklenburg-Schwerinsches Ministerium des Innern.
  - LHAS 5.12-4/3 Ministerium für Landwirtschaft, Domänen und Forsten, Abt. Siedlungsamt.
  - LHAS 5.12-9/5 Landratsamt Parchim. Nr. 13, 14 Dränage der Hoffeldmark Medow 1873–1936.

## Karten
- Topographische oekonomische und militaerische Charte des Herzogthums Mecklenburg-Schwerin und des Herzogthums Ratzeburg vom Grafen Schmettau 1758.
- Wiebekingsche Karte von Mecklenburg 1786.

Koordinaten: 53° 34′ N, 12° 5′ O